# 旧式有轨电车

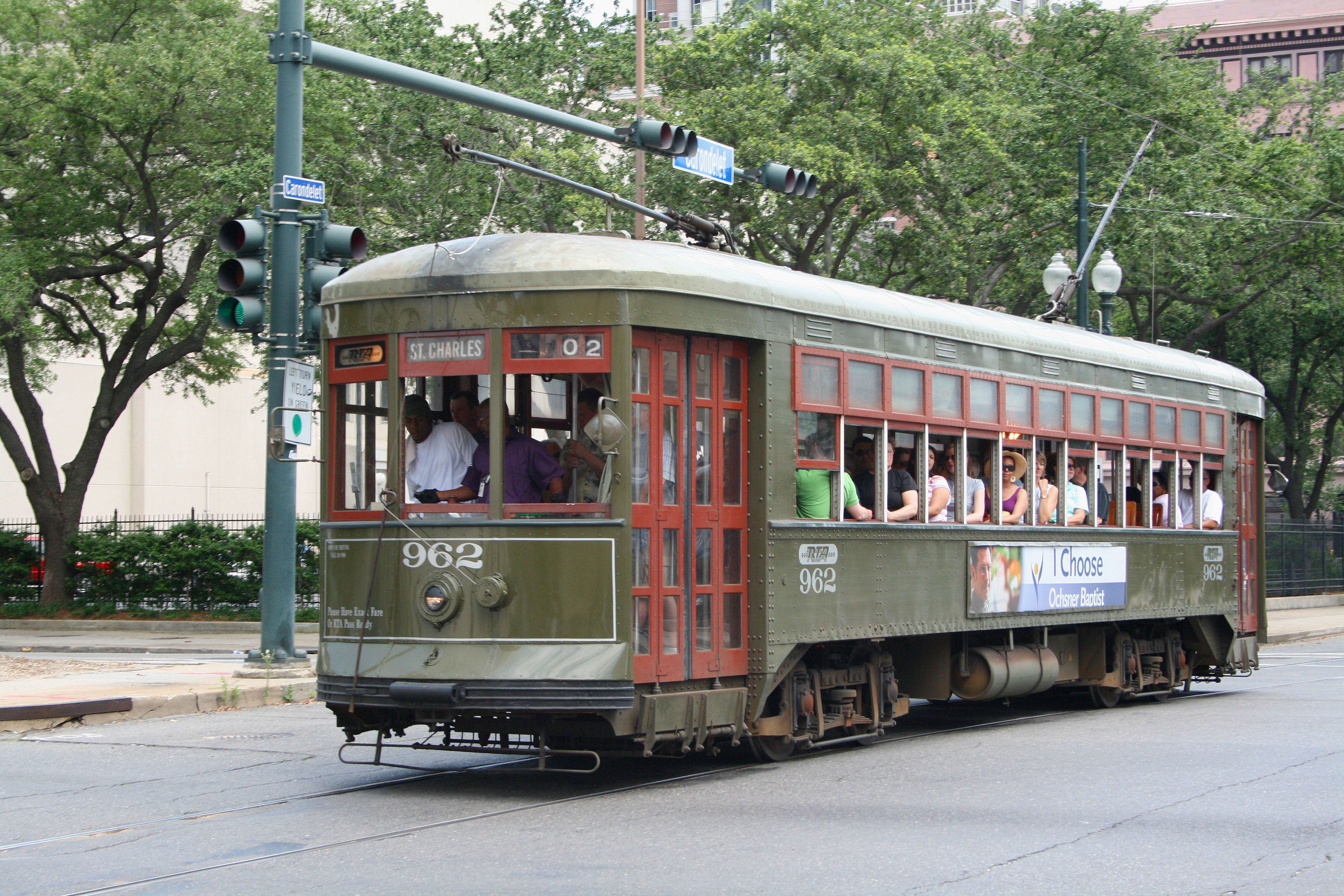
至今已连续运营了近两百年的新奥尔良旧式有轨电车

旧式有轨电车（英語：Heritage streetcar）是指20世纪50年代及以前生产或仿照前者的样式与功能设计制造的有轨电车。

## 历史
有轨电车起源于19世纪末的德国，自第一辆有轨电车诞生后，有轨电车便进入了快速发展阶段。随着汽车工业的发展，有轨电车在20世纪中期进入了衰落期。由于旧式有轨电车通常在道路中间与其他车辆混行，且需要受红绿灯控制，运行速度慢，正点率低，加减速性能差，许多城市纷纷拆除其旧式有轨电车，部分其它城市在进入70年代后开始着手将旧式有轨电车改造为更轻更快的现代有轨电车以满足公共交通的需求:2。与此同时，少数城市选择了保留旧式有轨电车，并将其作为工业遗产或城市景观予以保护。

## 现存的旧式有轨电车线路
（以下仅列出在城市中行驶的有轨电车，不包含博物馆或公园等场地内运行的旧式有轨电车线路）

### 亚洲

#### 中国

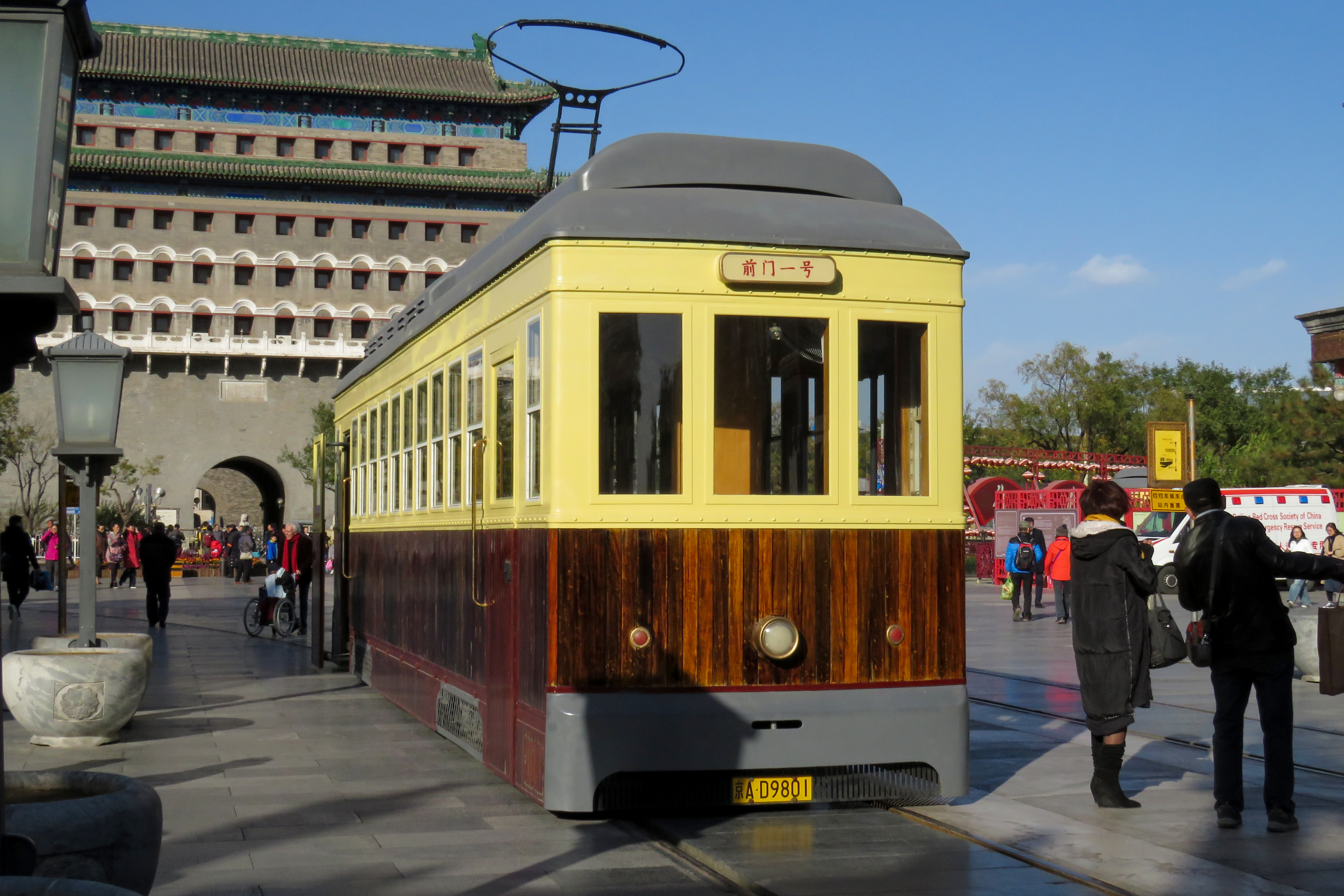
前门大街有轨电车
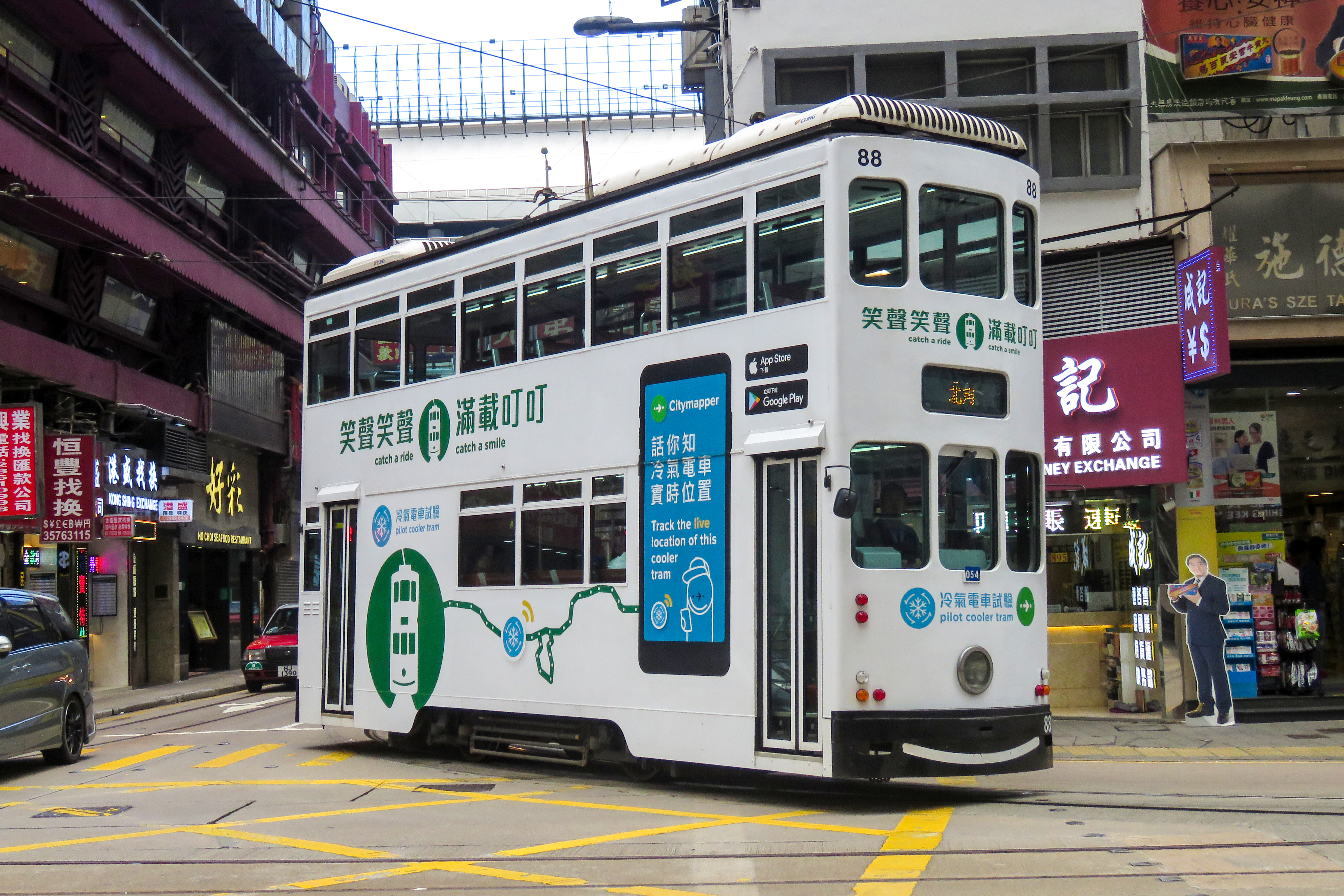
香港电车
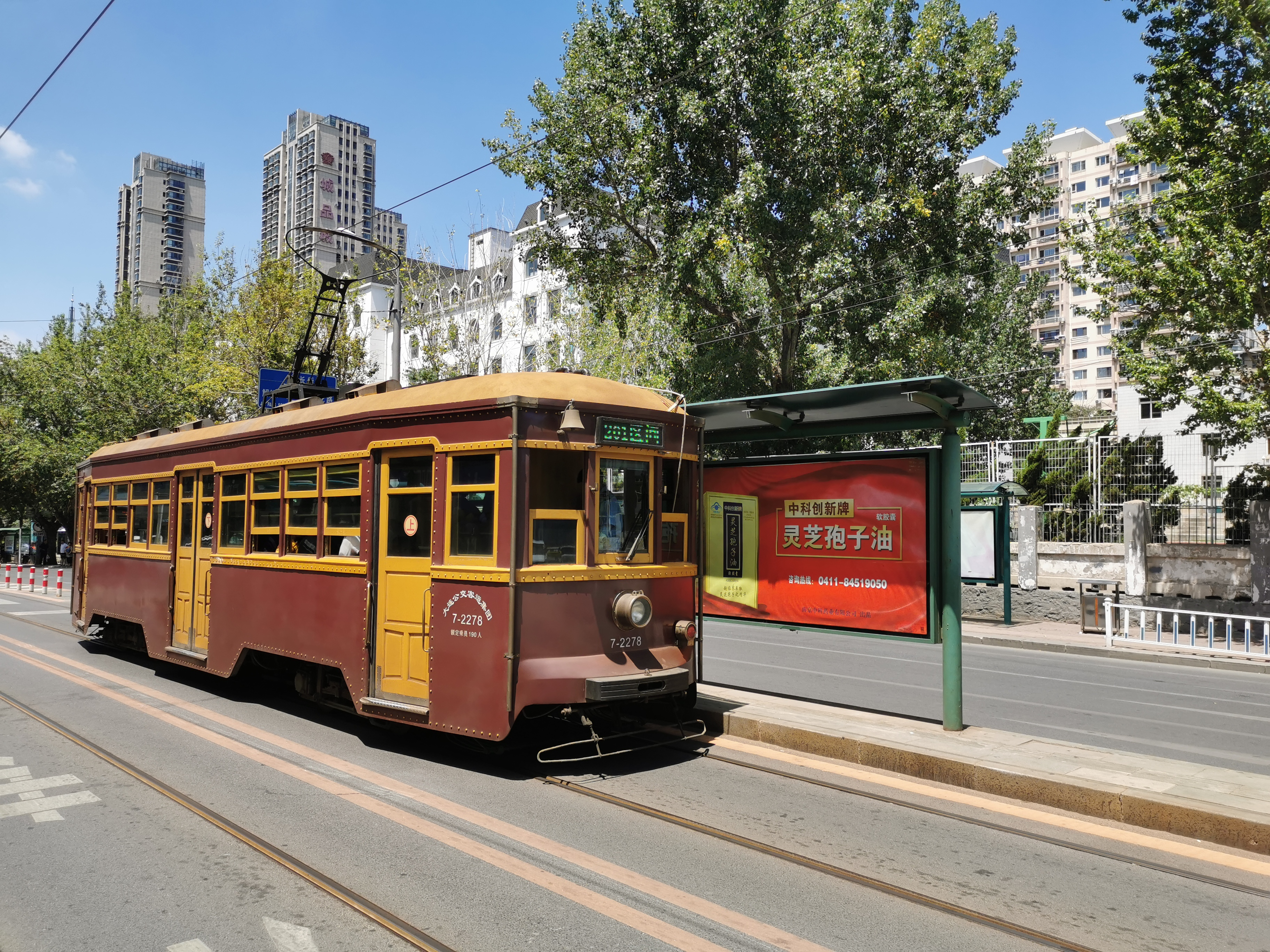
大连有轨电车
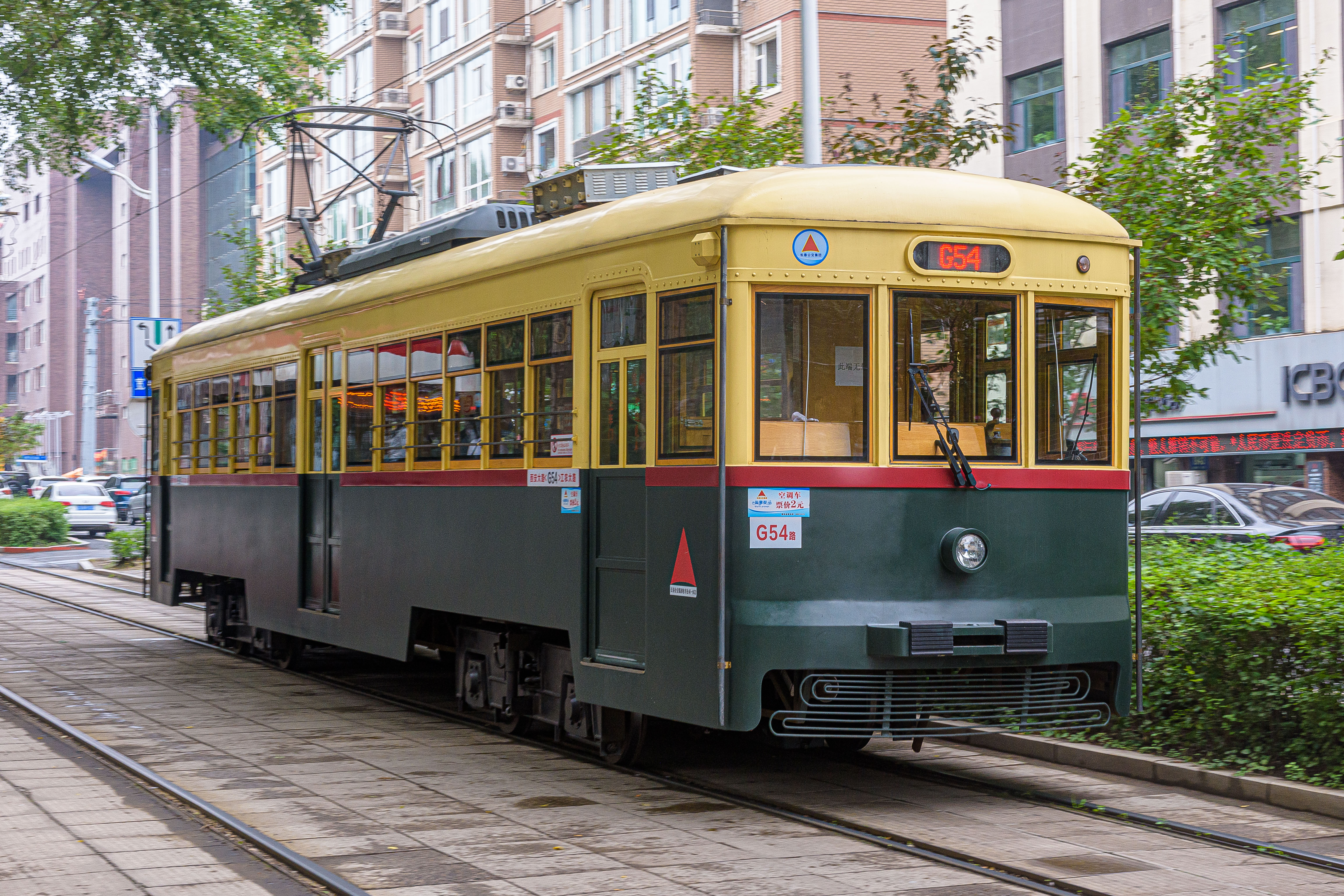
长春有轨电车

#### 日本

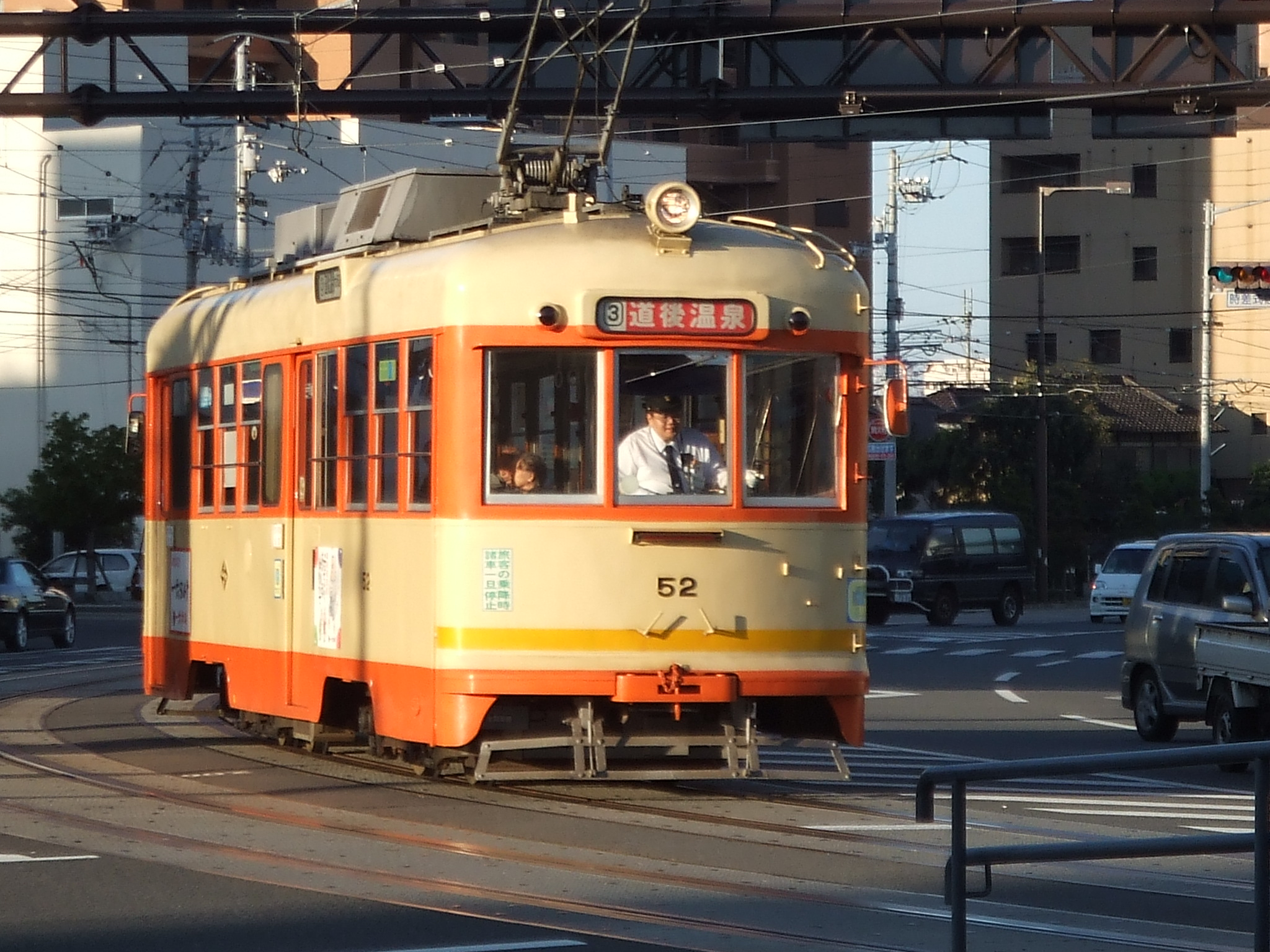
松山市内线
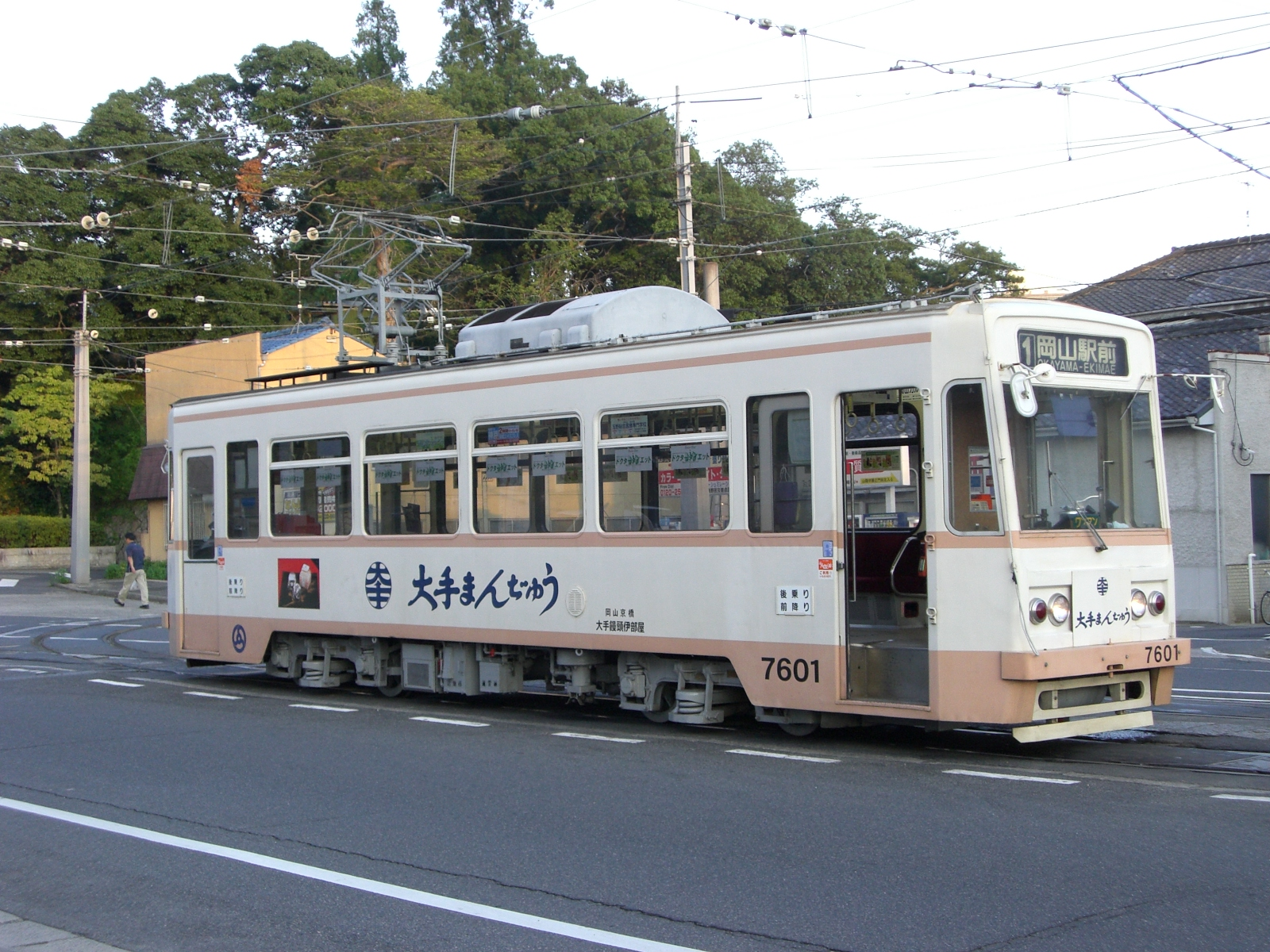
冈山电气轨道
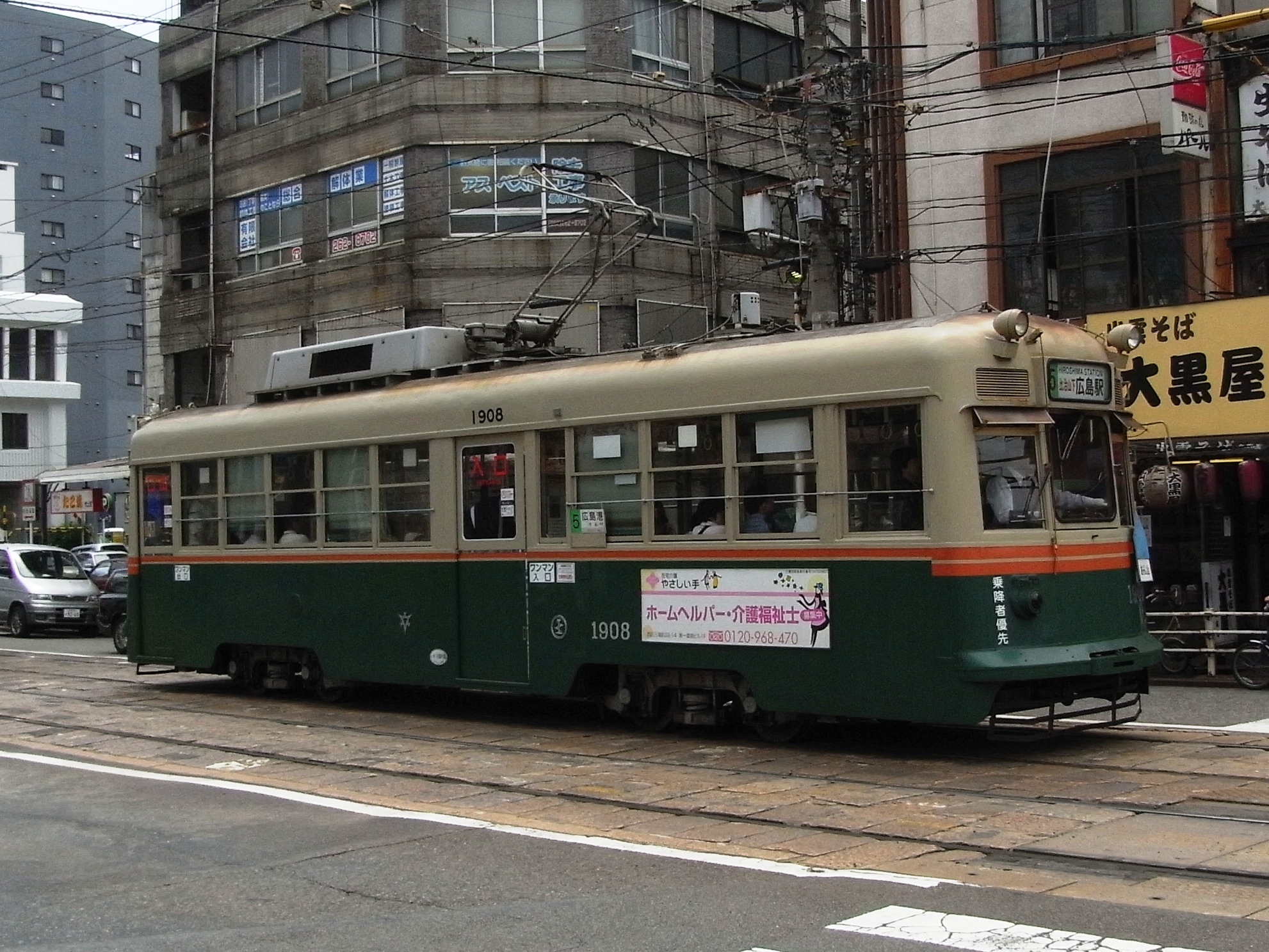
广岛电铁
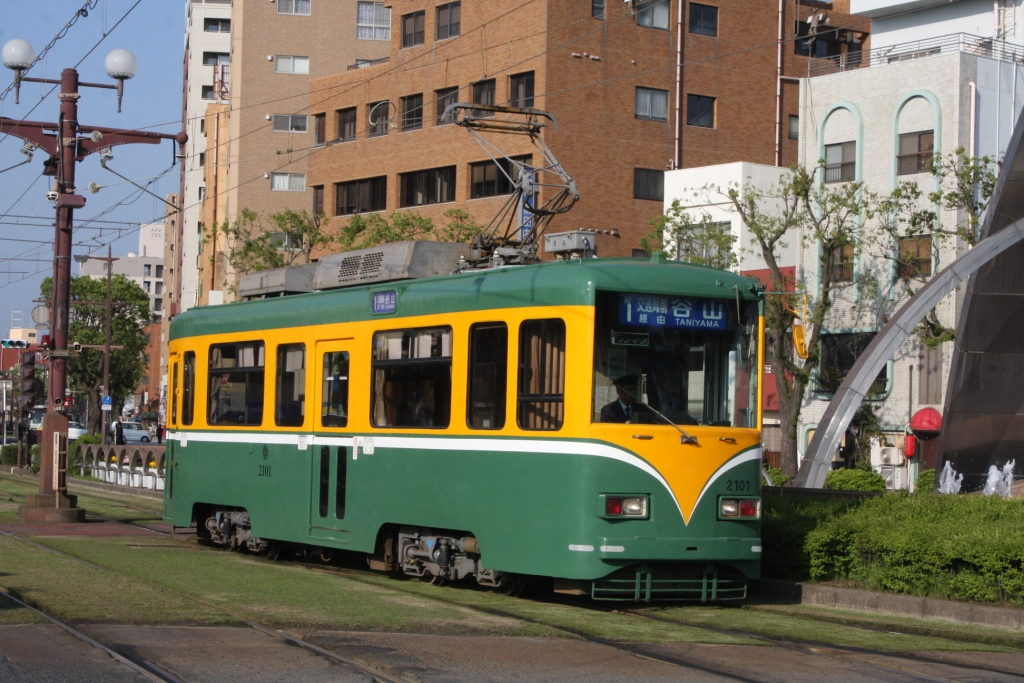
鹿儿岛市电
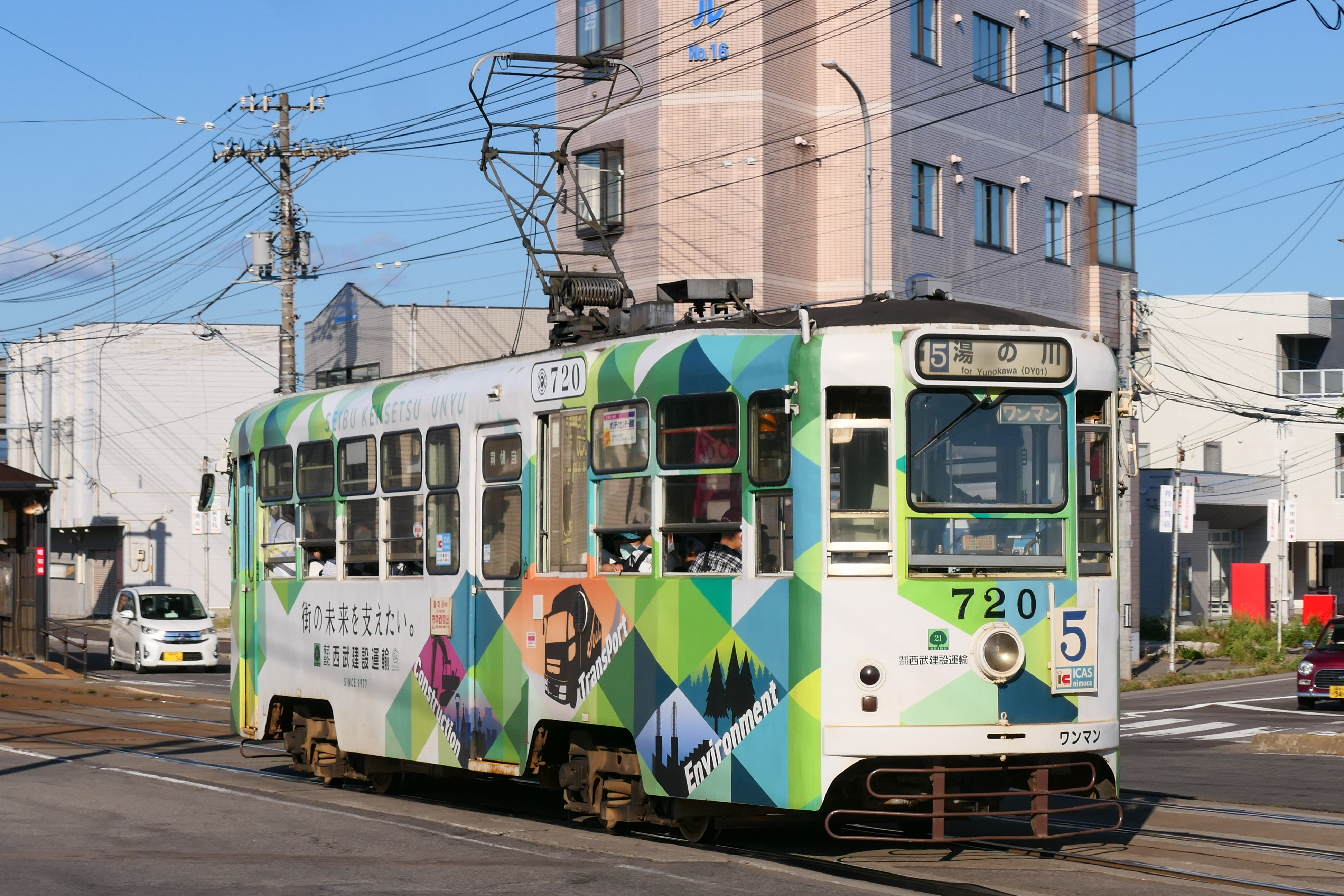
函馆市电
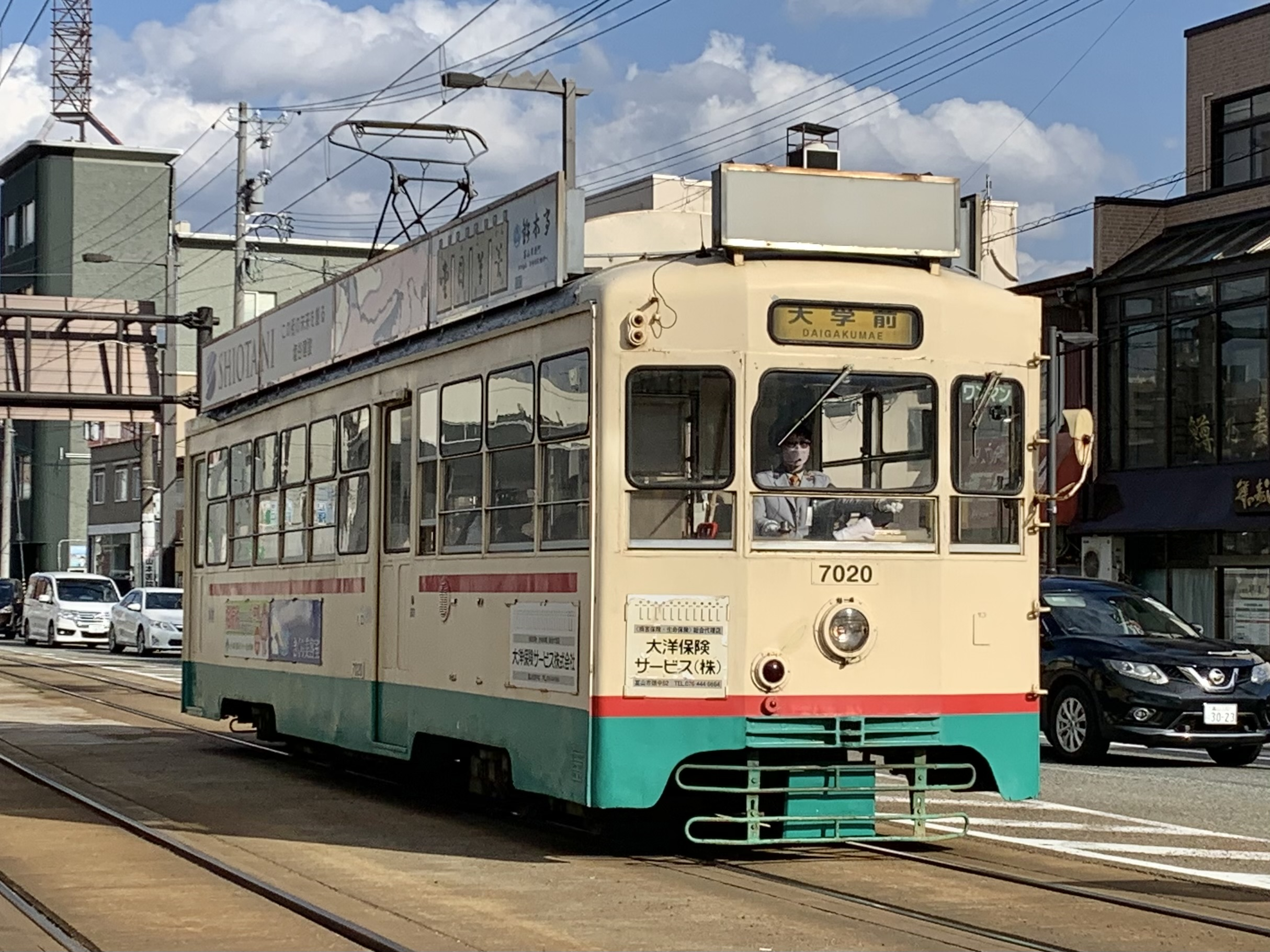
富山轨道线
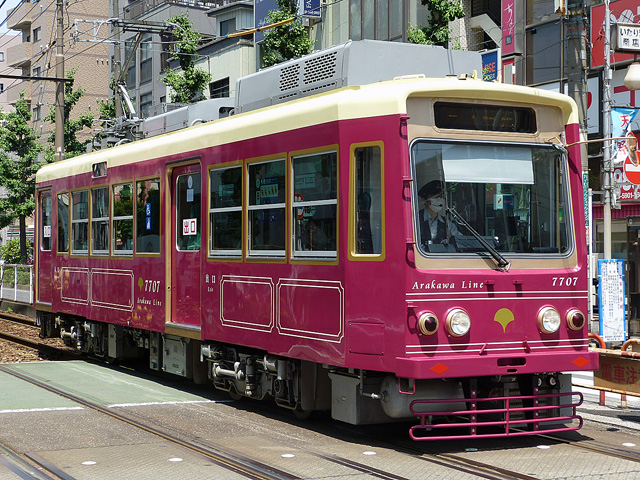
东京荒川线
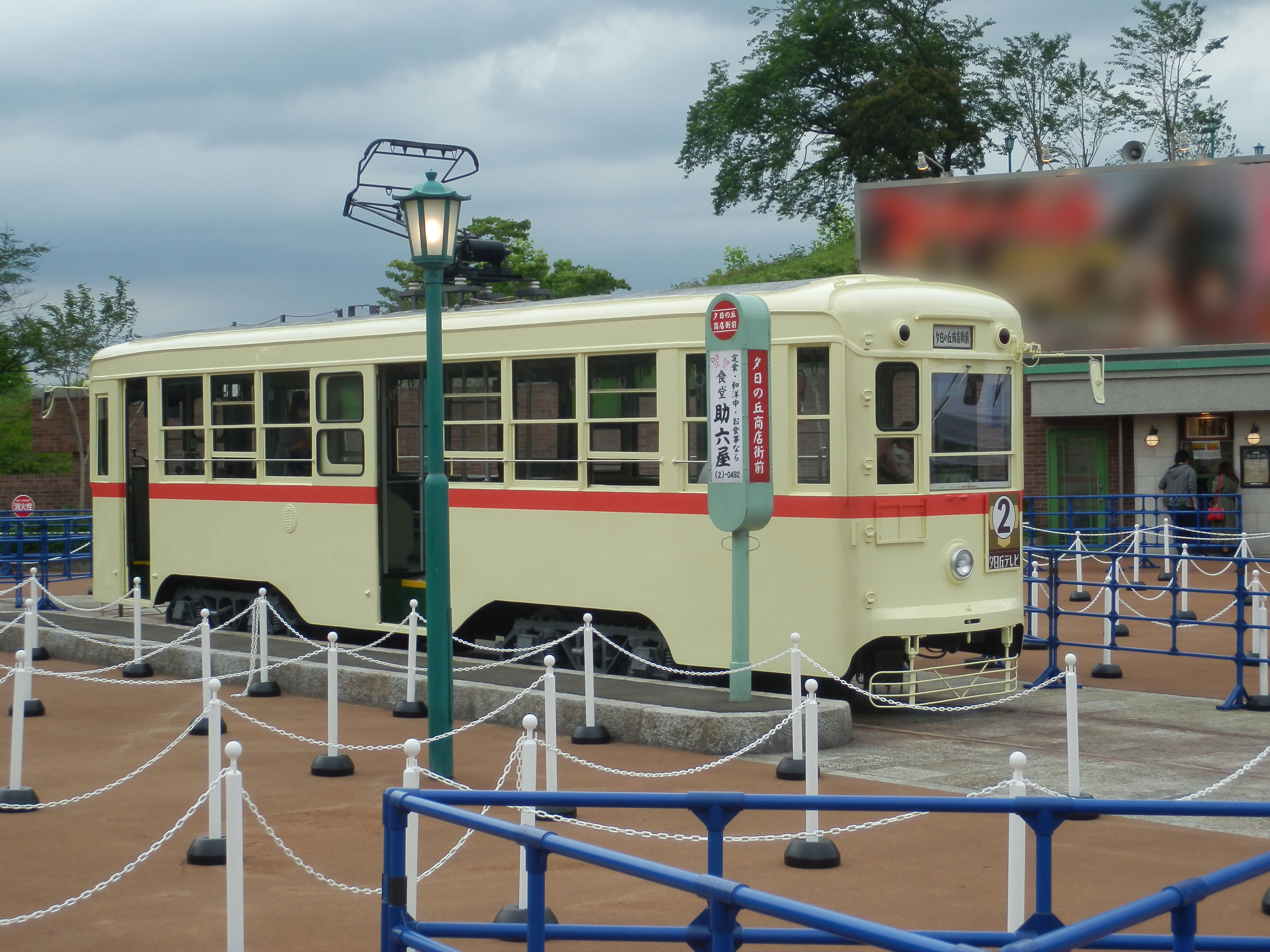
长崎电气轨道
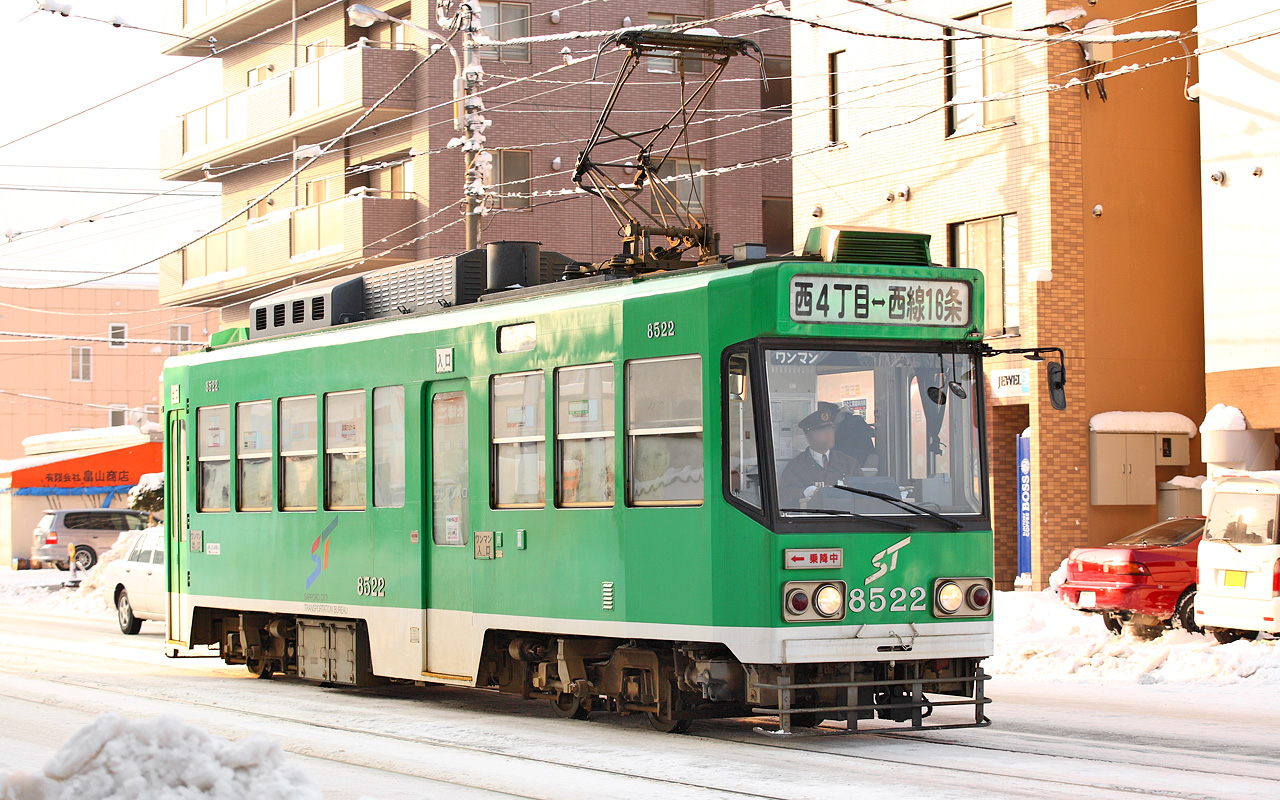
札幌市电车
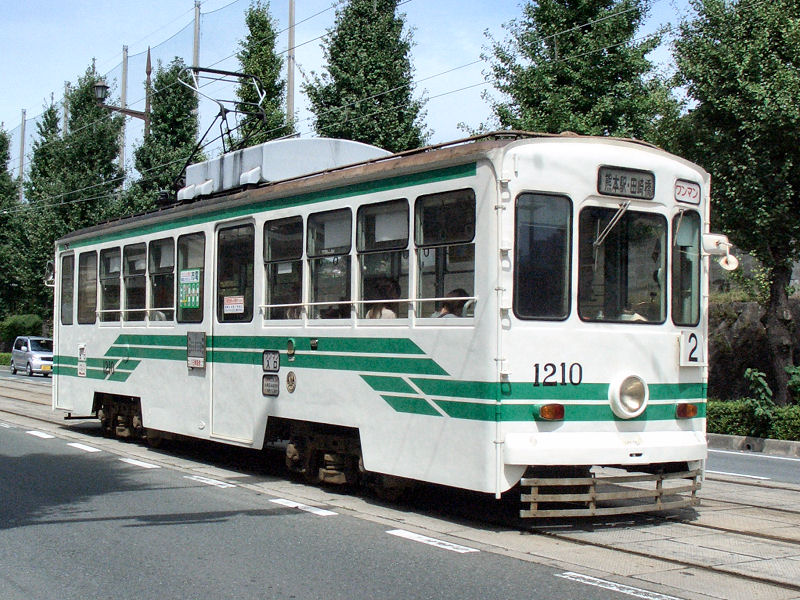
熊本市电
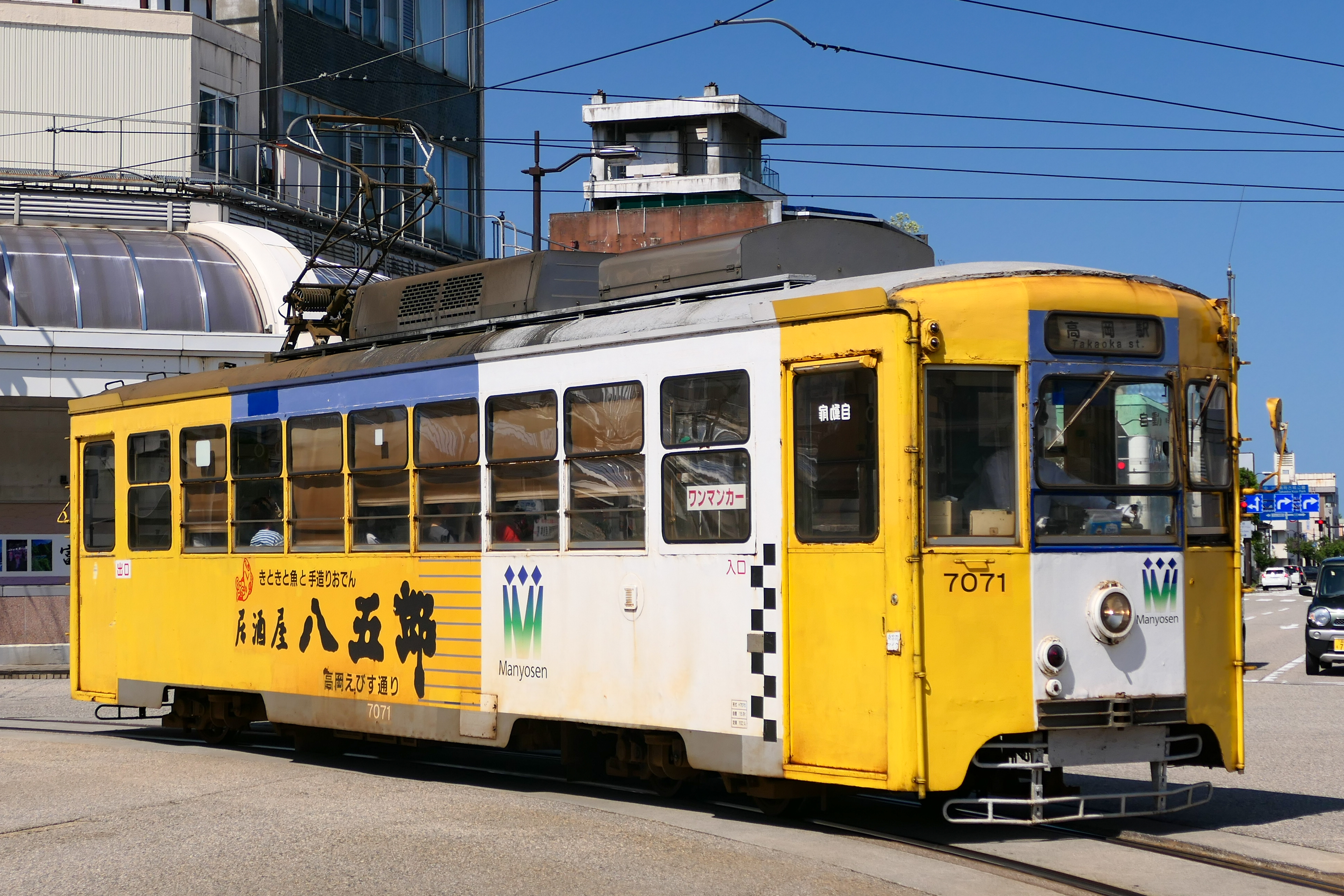
万叶线

#### 印度

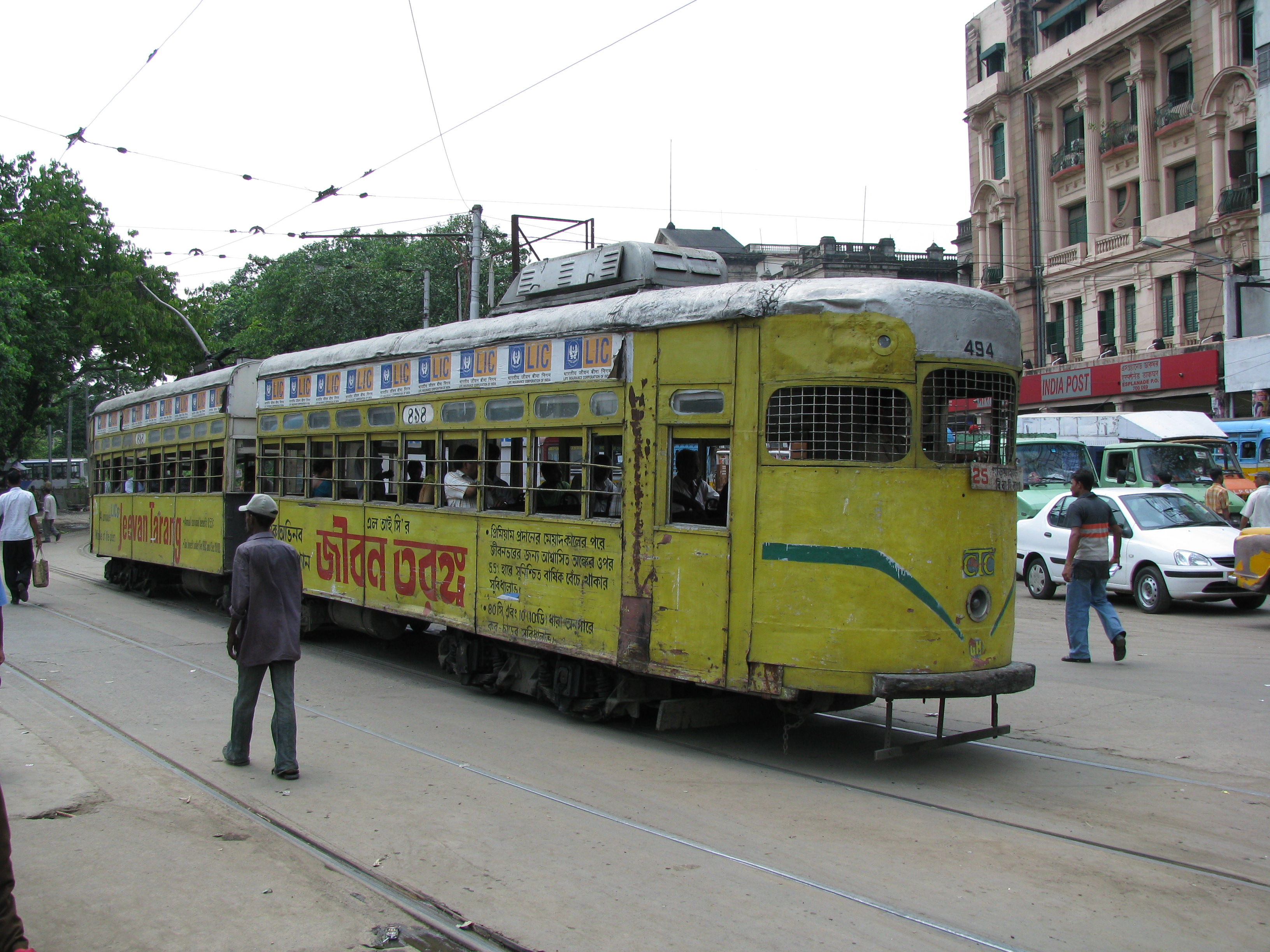
加尔各答电车

### 美洲

#### 美国

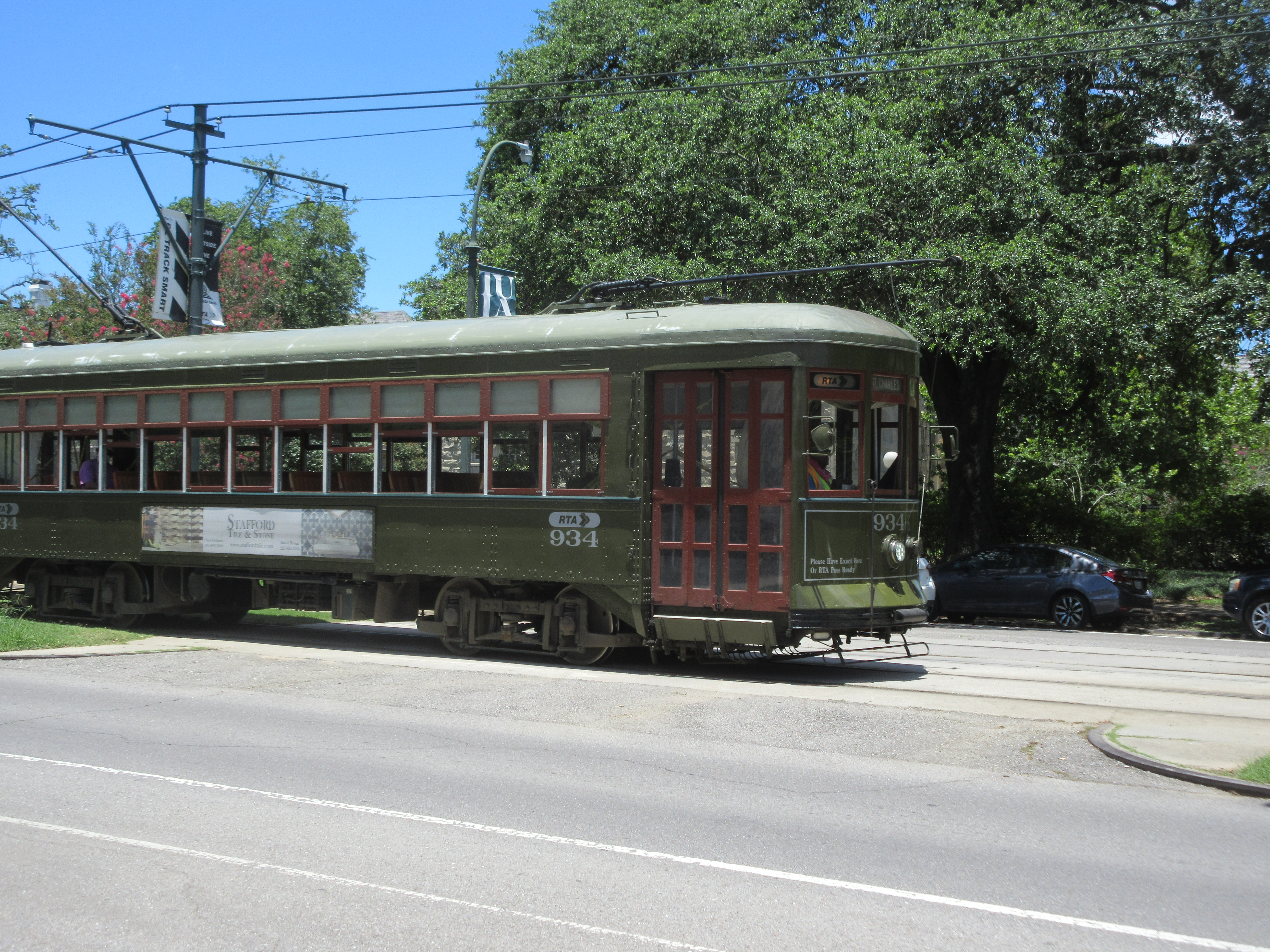
新奥尔良有轨电车
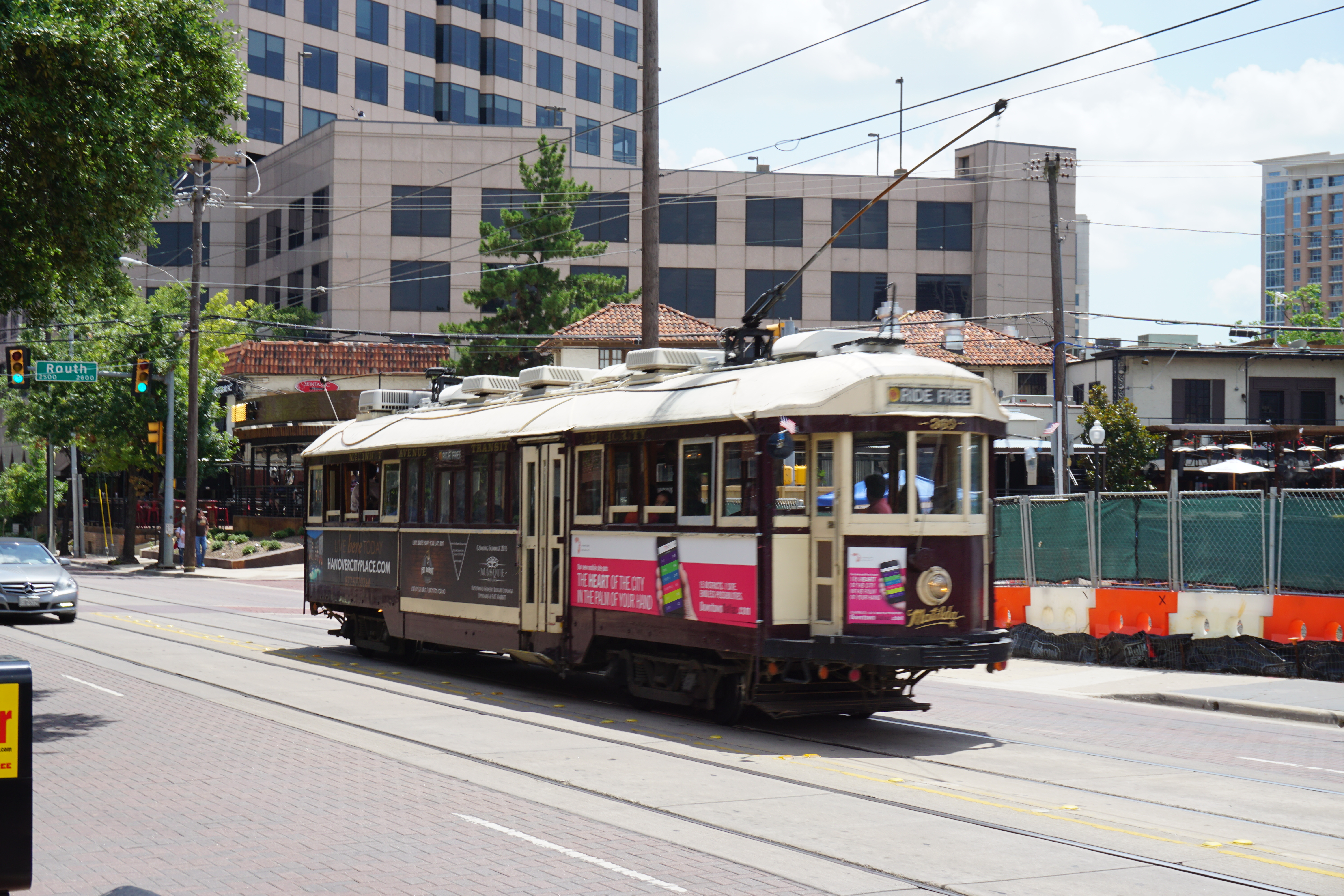
麦肯尼大街有轨电车
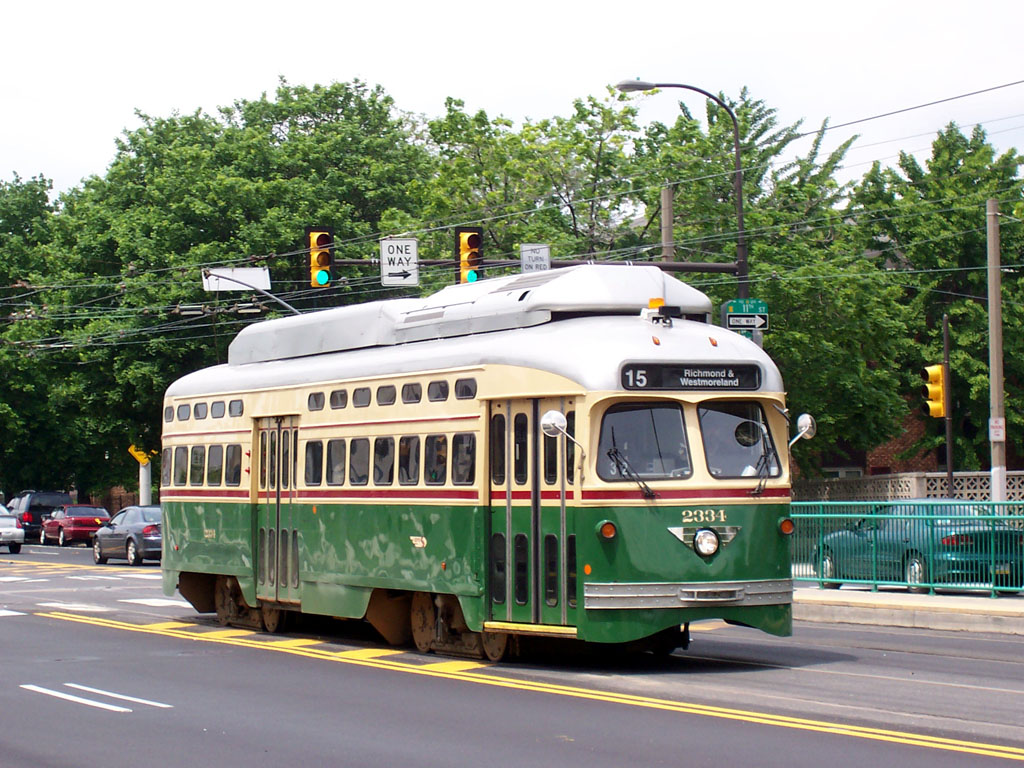
费城有轨电车
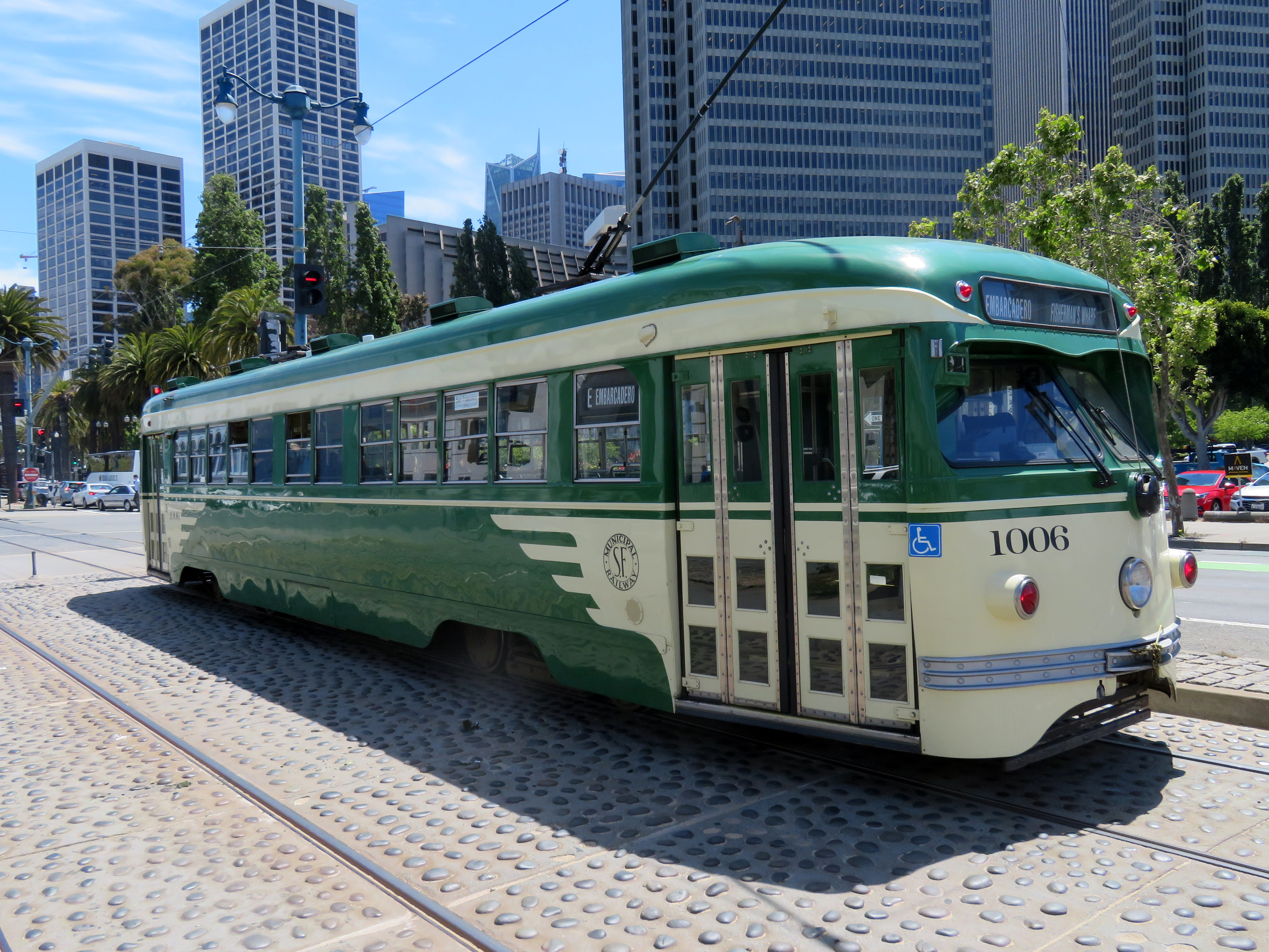
旧金山E线
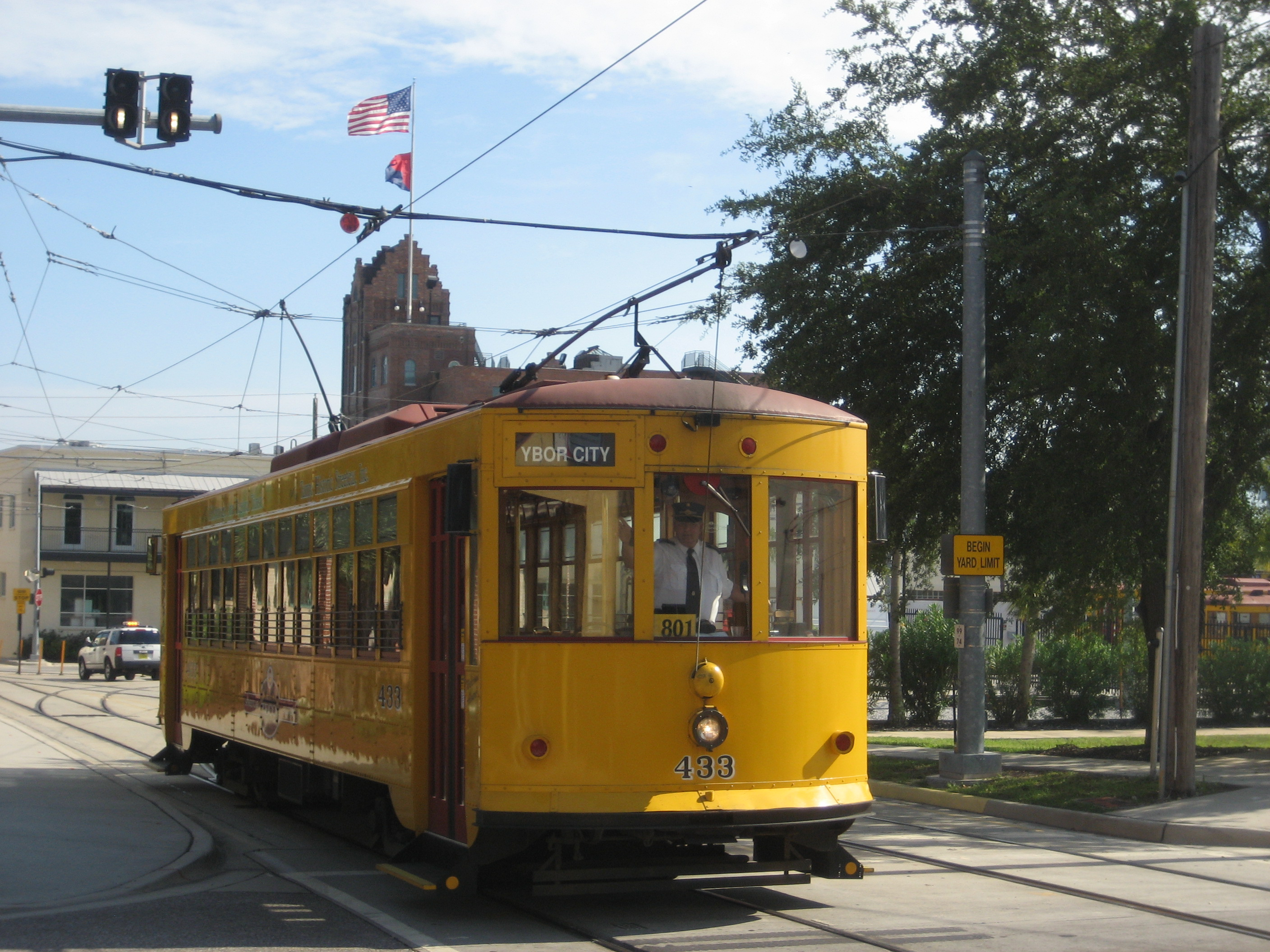
坦帕有轨电车
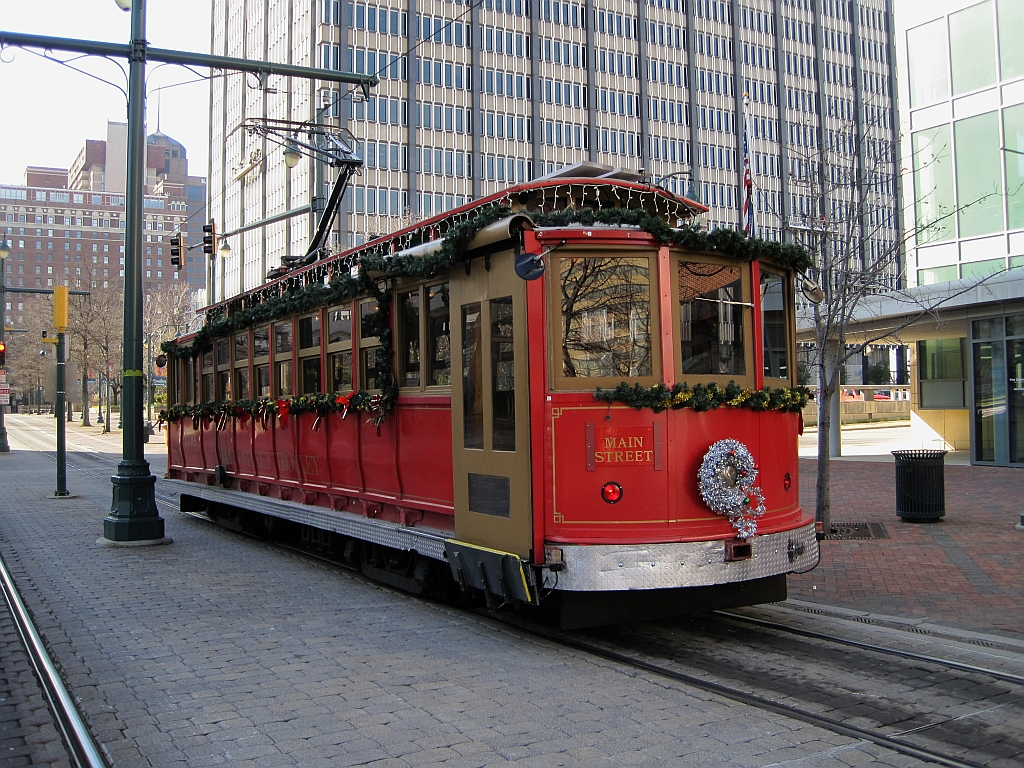
孟菲斯有轨电车
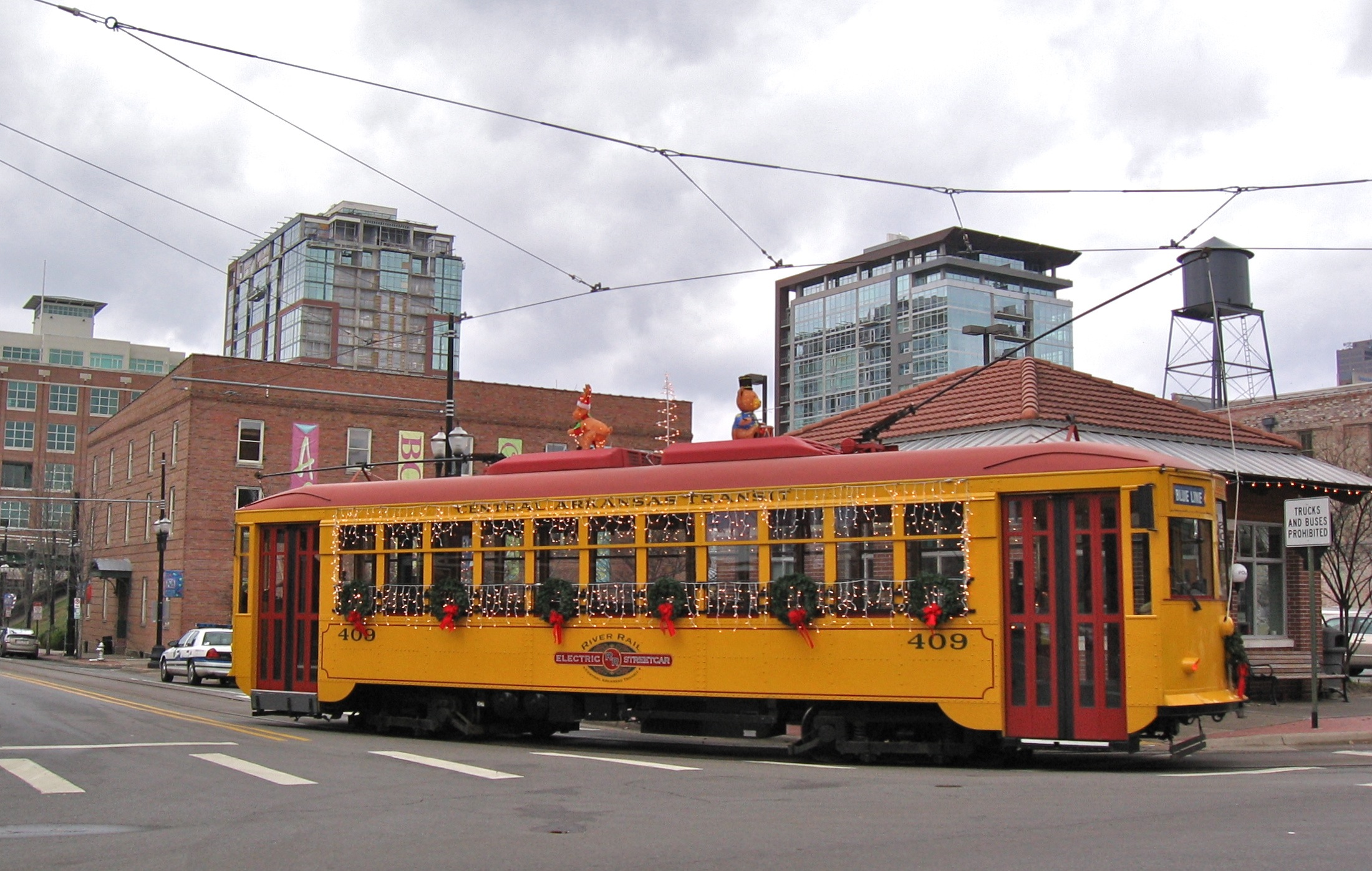
小石城有轨电车
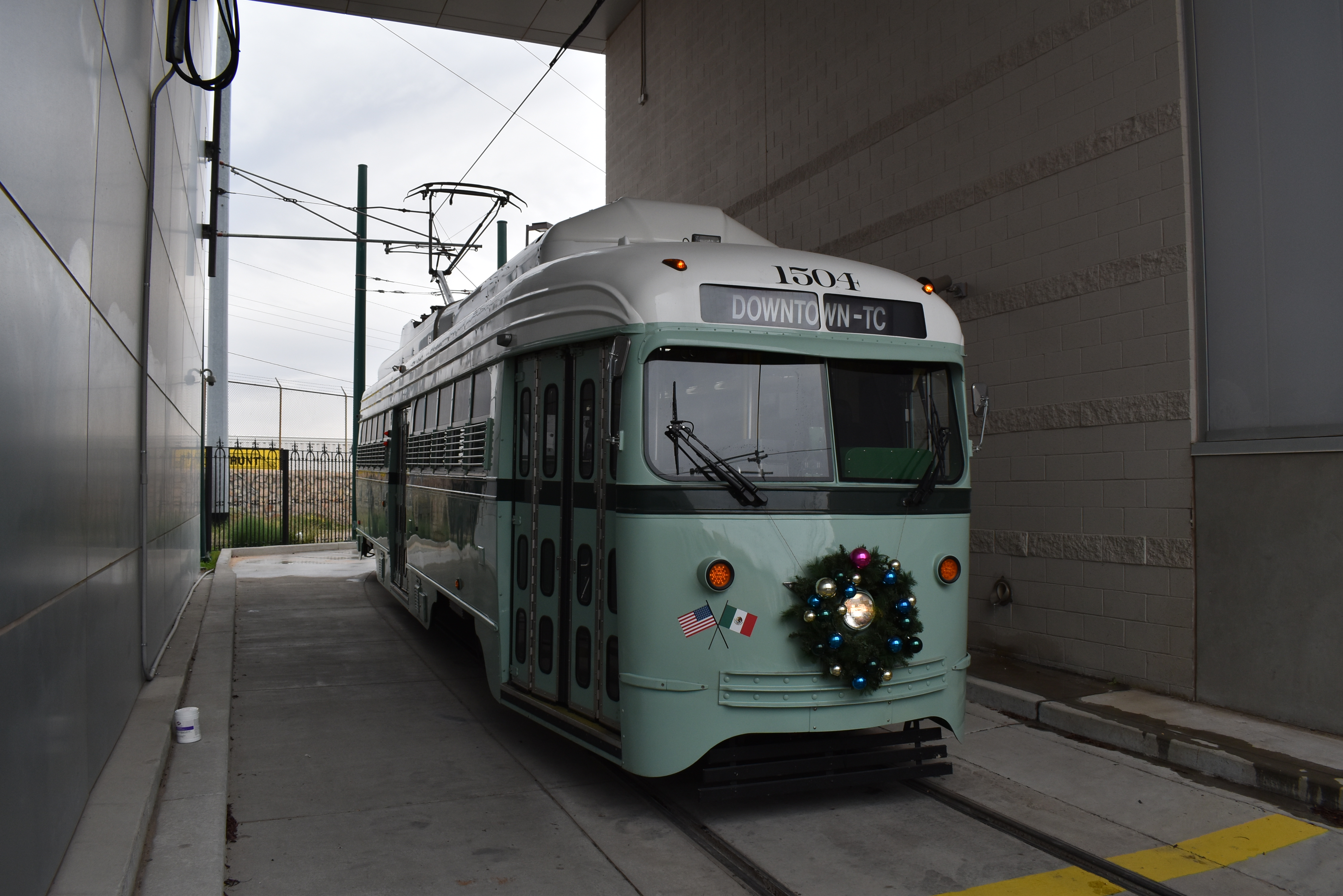
艾尔帕索有轨电车
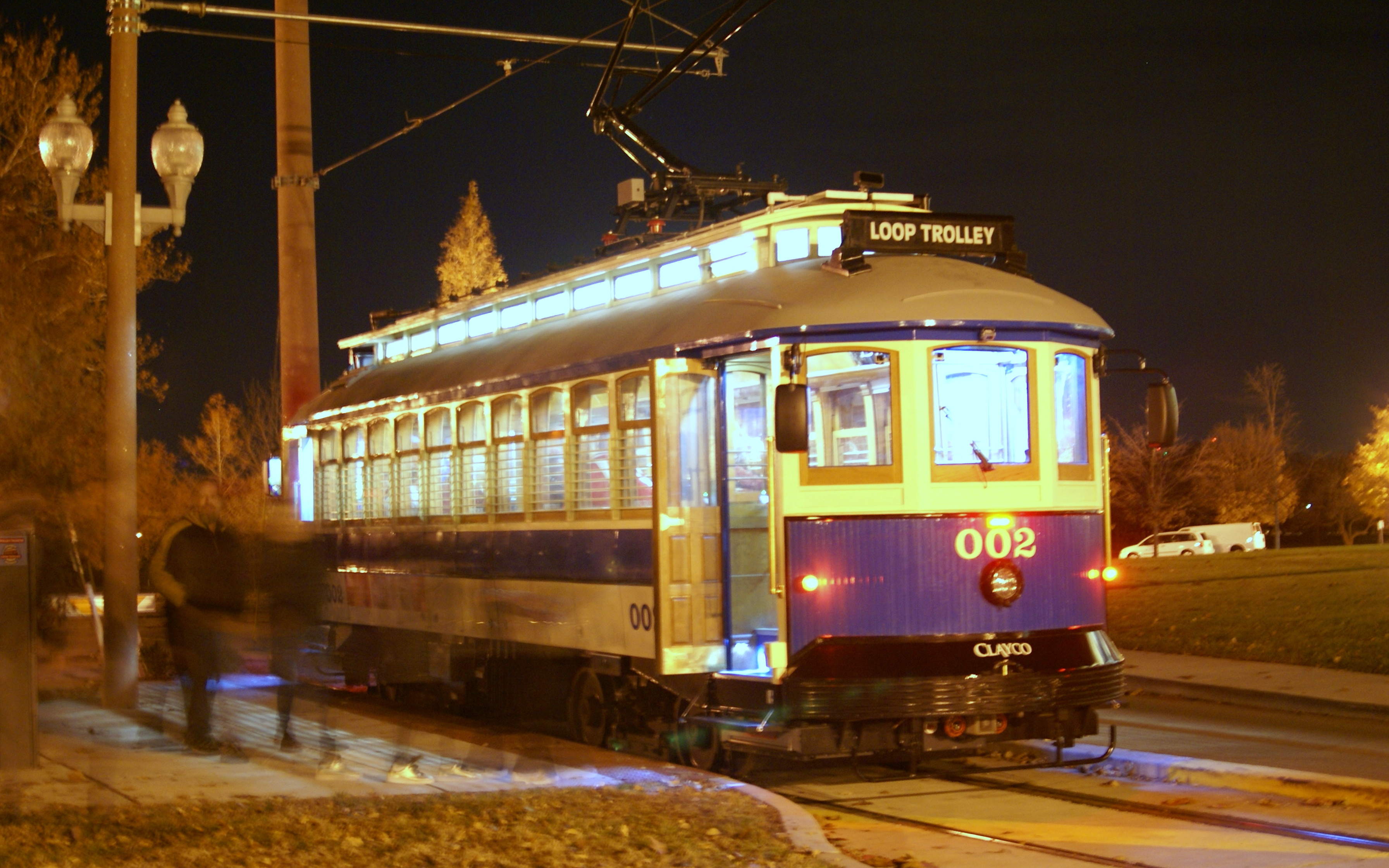
圣路易斯有轨电车
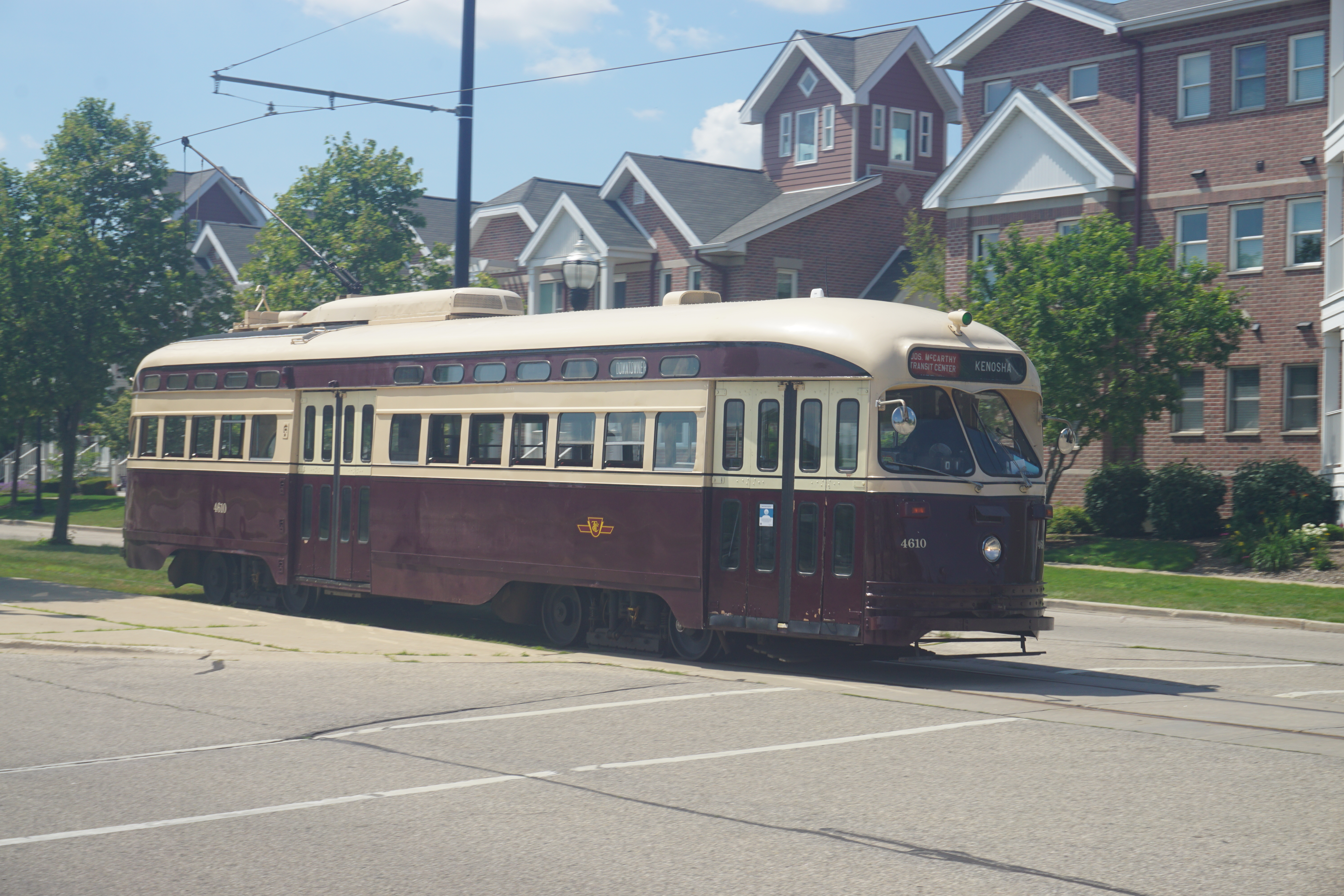
基诺沙有轨电车